# Divisões administrativas de terras de Nova Gales do Sul

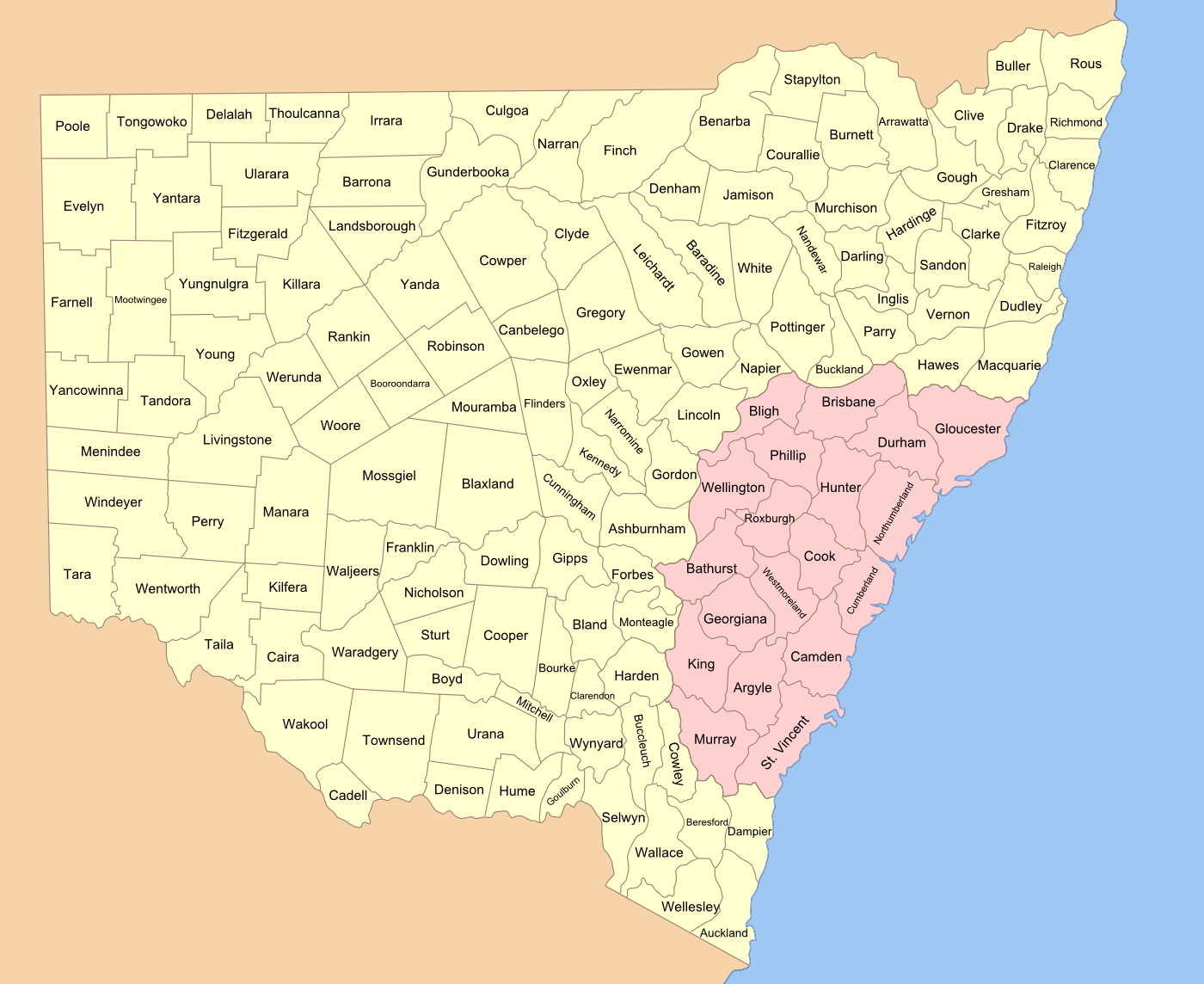
Os 141 condados de Nova Gales do Sul, com os originais dezenove mostrados em rosa

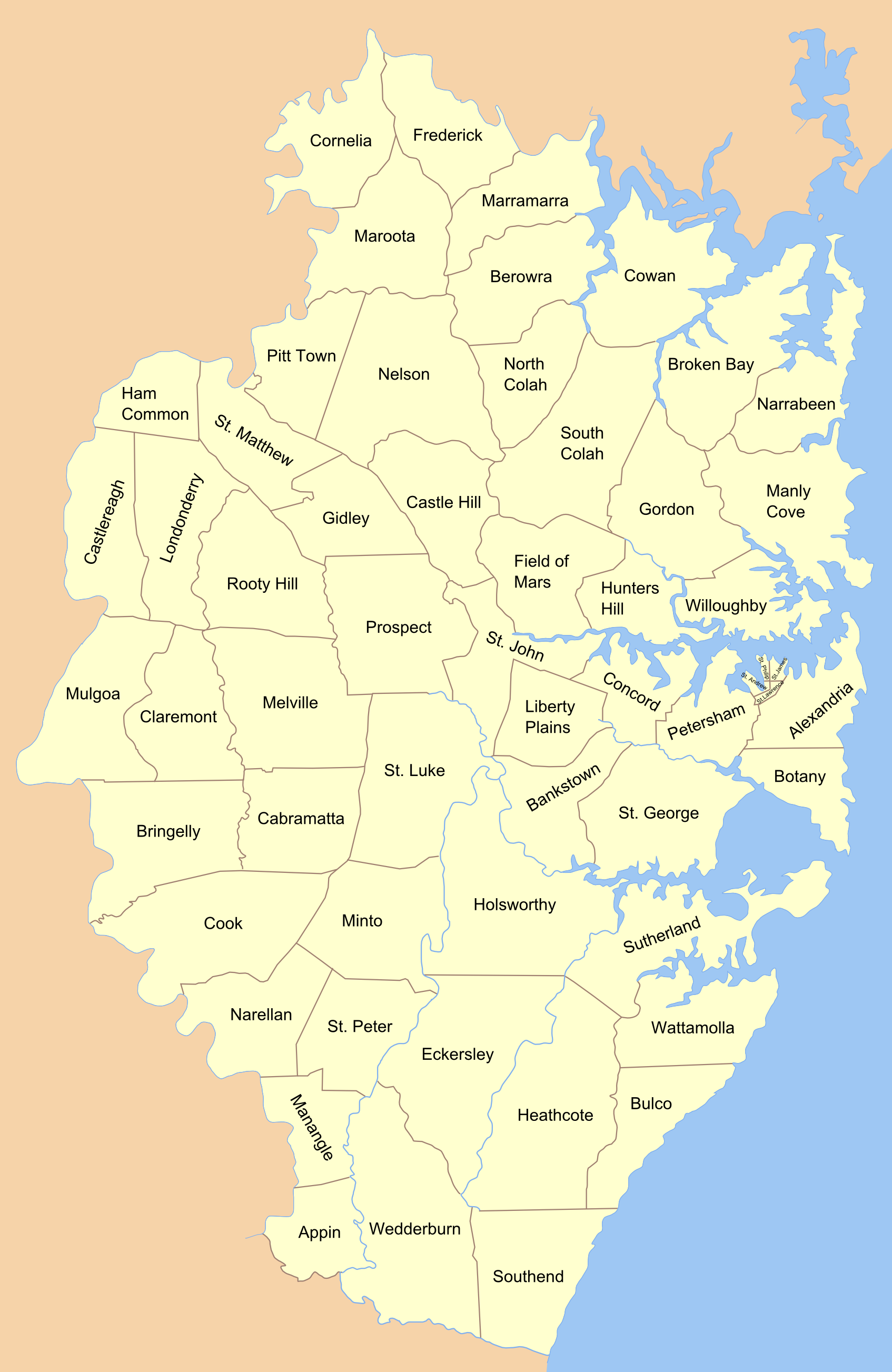
As paróquias do Condado de Cumberland

As Divisões administrativas de terras de Nova Gales do Sul refere-se à 141 condados dentro da  Colônia de Nova Gales do Sul, que se tornaram mais tarde o estado australiano de Nova Gales do Sul.

Os condados foram subdivididos em 7,419 paróquias. Há também três (Divisões de terra)  land divisions, aproximadamente um hundred (distrito de terra) land districts, e vários outros tipos de distritos, bem como land boards usado em vários períodos. Houve também treze hundreds proclamado no Condado de Cumberland, que foram posteriormente abolidos. Essas divisões são parte das Divisões administrativas de terras da Austrália. Ao contrário das Áreas de governo local de Nova Gales do Sul, que passaram por períodos de reestruturação pelo governo, os condados têm sido os mesmos desde o século XIX.